# Noord-Polsbroek

Wapen van Noord-Polsbroek

Noord-Polsbroek is een voormalige Nederlandse gemeente in de provincie Utrecht.
Voor 1812 was het een zelfstandige heerlijkheid, in dat jaar werd het bij de gemeente Polsbroek gevoegd. In 1817 werden hier een aantal gemeenten van afgesplitst. In 1818 werd de gemeente Polsbroek gesplitst in de zelfstandige gemeenten Noord-Polsbroek en Hoenkoop.
In 1857 werden Noord- en Zuid-Polsbroek samengevoegd tot een nieuwe gemeente Polsbroek.